# أبحاث فيروس الهربس البسيط
تشمل أبحاث الهربس البسيط جميع البحوث الطبية التي تحاول منع أو معالجة أو علاج المرضى المصابين بفيروس الهربس البسيط (أو ما يعرف بالحلأ البسيط)، بالإضافة للأبحاث الأساسية التي تتحدث عن طبيعة الهربس، مثل الأبحاث المعنية بتطوير الأدوية واللقاحات وأبحاث تحرير الجينوم الخاص بالفيروس. يُعتقد أن «إتش إس في1 وإتش إس في2» المتمثلة بالهربس الفموي والتناسلي شائعان بشكل واضح على عكس الأنواع الأخرى من الفيروسات الهربسية مثل جدري الماء (الحماق\مرض زوستر «في زد في») والفيروس المضخم للخلايا (سي إم في) وفيروس إبشتاين بار (إي بي في). يوجد العديد من الأنواع التي تصيب الحيوانات بغض النظر عن البشر، يسبب بعضها إصابة الحيوانات الأليفة مثل القطط والكلاب والخيول أيضًا بالأمراض، أو قد يؤثر على المجال الزراعي اقتصاديًا عندما يصيب الخنازير والأبقار والأغنام.

## البحوث المتعلقة باللقاحات
بدأ تطوير العديد من اللقاحات في العشرينات من القرن الماضي، ولكن دون نجاح أي منها حتى يومنا هذا.
يعتقد أن تطوير لقاح وقائي علاجي يثبت فعاليته ضد نوع واحد من أنواع الفيروس سوف ينتج فعالية ضد النوع الآخر، وذلك نظرًا للتشابه الوراثي بين أنواع فيروسات الهربس البسيط (إتش إس في1-إتش إس في2)، أو قد ينتج فعالية على الأقل عند توفير معظم الأساسيات اللازمة. يوجد اعتبارًا من عام 2016 العديد من المرشحين للقاح في مراحل مختلفة من التجارب السريرية.
يجب أن يحفز لقاح الهربس المثالي استجابات مناعية كافية من أجل الوقاية من العدوى. وبغض النظر عن النموذج المثالي، يُعتبر اللقاح المرشح ناجحًا في حال 1-خفف من المظاهر السريرية الأولية. 2-منع الفيروس من استعمار العقد. 3-ساعد في تقليل تكرار أو شدة الإصابة. 4-قلل من استمرار الفيروس في الأفراد المصابين سواء كان نشطًا أو بدون أعراض. تعتبر حقيقة أن اللقاح الموهن الحي يؤدي لحماية أفضل من عدوى فيروس الهربس البسيط وأعراضه معلومة معروفة منذ زمن، وذلك بسبب أن اللقاحات الحية الموهنة تمثل معظم أنواع اللقاحات الناجحة المستخدمة اليوم. ومع ذلك، يبدو أن الهيئات الحكومية والشركات تدعم النهج الأكثر حداثة وأمانًا بالرغم من أنه قد يكون أقل فاعلية مثل اللقاحات الحاوية على البروتين السكري والحمض النووي.

## تصميم اللقاحات
تشكل الحماية التي تثيرها اللقاحات ضد فيروس الهربس البسيط تحديًا صعب المنال وذلك نظرًا لقدرة فيروسات الهربس على تجنب العديد من محاولات الاستجابة المناعية للثدييات. تُعد فعالية تصميم لقاح فيروس «إتش إس في» بشكل عام متناسبة عكسيًا مع سلامته. تزيل لقاحات الوحدة الفرعية، والتي تتكون من مجموعات فردية أو صغيرة من مولدات أجسام الضد الفيروسية جميع مخاطر المضاعفات الناتجة عن إنتاج جزيئات فيروسية معدية مرتبطة باللقاح ولكنها محدودة ضمن مستوى ونطاق المناعة التي يمكن إنتاجها عند الأفراد الذين لُقحوا. تزيد اللقاحات المعطلة، والتي تتكون من جزيئات فيروسية سليمة، من ذخيرة المستضدات الفيروسية التي تولد الاستجابة المناعية بشكل كبير، ولكنها مثل اللقاحات الفرعية تقيد إنتاج المناعة الخلطية بشكل عام. تتيح اللقاحات غير المعطلة، اللقاحات المعيبة للتكاثر في الجهاز المناعي ضمن مجموعة متنوعة من مستضدات فيروس الهربس البسيط ولكنها يمكن أن تنتج مناعة خلوية وخلطية بسبب احتفاظها بالقدرة على دخول الخلايا بواسطة اندماج الغشاء الناجم عن فيروس الهربس البسيط. ومع ذلك، تواجه لقاحات فيروس الهربس البسيط غير القادرة على التكاثر صعوبة في الإنتاج على نطاق واسع وتقدم تحصينًا محدودًا بسبب نقص تضخيم اللقاح. تعتبر اللقاحات الحية الموهنة فعالة للغاية، ما يؤدي إلى استحداث المناعة الخلوية والخلطية ضد البروتينات الفيروسية الهيكلية وغير الهيكلية، لكن قدرتهم على التكاثر يمكن أن تؤدي إلى مرض مرتبط باللقاح خاصة عند الأفراد الذين يعانون من نقص المناعة. في حين أثبتت لقاحات الوحدة الفرعية فعاليتها ضد بعض الفيروسات، فشلت المناعة التي تنتجها لقاحات «إتش إس في» الفرعية (مثل هيربيفاك) في حماية البشر من اكتساب الهربس التناسلي في العديد من التجارب السريرية. يوضح نجاح لقاح جدري الماء الموهن الحي في المقابل أن فيروس «النمط ألفا-الهربس الحي الموهن» يمكن استخدامه بشكل مناسب للسيطرة على المرض البشري بأمان. أدى التحدي المتمثل في التحقق من اللقاحات الآمنة والفعالة على حد سواء إلى نهجين متعارضين في تطوير لقاح فيروس الهربس البسيط: زيادة فعالية اللقاحات الفرعية (عن طريق تحسين المستحضرات المساعدة بشكل أساسي)، وزيادة سلامة اللقاحات الموهنة الحية (بما في ذلك تطوير «اللقاحات غير الغازية»).

## لقاح المرشحين
يمثل الرسم البياني أدناه محاولة لإدراج جميع لقاحات «إتش إس في، وفي زد في» المقترحة وخصائصها:
| اللقاح                                                                  | الشركة والباحث الرئيسي                                        | نوع اللقاح | الحالة                                      | النتائج التجريبية |
| لقاح زوستر (في زد في –الحلأ النطاقي)                                    | ميرك اند كو                                                   | اللقاح الحيّ الموهن يركز هذا اللقاح في المقام الأول على فيروس الهربس النطاقي، وليس فيروس الهربس البسيط.                       | ضمن الإنتاج                                 | أظهر التطعيم استجابة مناعية بنسبة 70% عند البالغين من العمر 50 عامًا، وانخفضت الفعالية إلى حوالي 64% عند البالغين من العمر 60 عامًا، و41% عند البالغين من العمر 70 عامًا، و 18% عند البالغين من العمر 80 عامًا. |
| لقاح جدري الماء                                                         | غلاكسو سميث كلاين ميرك اند كو                                 | اللقاح الحيّ الموهن يركز هذا اللقاح في المقام الأول على فيروس الهربس النطاقي، وليس فيروس الهربس البسيط.                       | ضمن الإنتاج                                 | جرعة واحدة من اللقاح كفيلة بمنع 95% من الأمراض المعتدلة و100% من الأمراض الشديدة. |
| لقاح زوستر (شينغريكس)                                                   | غلاكسو سميث كلاين                                             | . وحدة «جي إي» الفرعية مع نظام مساعد AS01B/QS-21.هذا اللقاح موجه في المقام الأول ضد فيروس الهربس النطاقي، وليس الهربس البسيط | ضمن الإنتاج                                 | استجابة مناعية قوية لدى البالغين من العمر 65 عامًا أو أكثر. ذكرت نتائج التجارب النهائية فعالية 90% في السنة الأولى، والتي انخفضت قليلا إلى 88% بعد أربع سنوات من التطعيم.                                    |
| أدميدوس لقاح علاجي ضد إتش إس في2                                        | أدميدوس يان فرازر                                             | لقاح الحمض النووي | المرحلة الثانية                             | انخفاض في ظهور الفيروس بنسبة 58%، وانخفاض في نسبة تفشي المرض بمقدار 81% بعد الجرعة الداعمة. خفضت الجرعة الداعمة من تفشي المرض وظهور أعراضه. تتم عملية تطوير اللقاح في الوقت الحالي.                         |
| dl5-29 / ACAM-529 / HSV-529 دي إل5-29\ إيه سي إيه إم-529\ إتش إس في-529 | سانوفي باستور ديفيد نايب                                      | استُنسخ لقاح معيب لإتش إس في2 مع يو إل5 ويو إل29                                                                              | المرحلة الأولى                              | كان «إتش إس في529» آمنًا وجيد التحمل مناعيًا، ما أدى إلى تحييد كبير للأجسام المضادة التي تعمل على إحداث «جي دي وإيه دي سي سي». لوحظت استجابات مناعية خلوية متواضعة فقط عند الأفراد المصابين بمرض إتش إس في.   |
| في سي2                                                                  | جامعة ولاية لويزيانا غوس كوسولاس                              | لقاح فيروس الهربس البسيط الحي الموهن مع عمليات حذف صغيرة في «يو إل20 ويو إل53»                                               | المرحلة ما قبل السريرية                     | يمنع لقاح «في سي2» انتقال العدوى بفيروس الهربس البسيط إلى العقد العصبية وتؤخر في ظهوره عند النماذج الحيوانية مثل الفئران وخنازير غينيا وقرود الريس.                                                         |
| آر2                                                                     | ثيريوس إل إل سي غريغوري سميث، غاري بيكارد، إكاترينا هيلدوين   | غير لقاح فيروس الهربس البسيط الحي الموهن في منطقة الترميز «آر2 في يو إل37»                                                   | المرحلة ما قبل السريرية                     | لقاح أحادي الجرعة فعال عند الفئران والجرذان ضد فيروسات الهربس العصبي المتعدد بما في ذلك فيروس الهربس البسيط.                                                                                                |
| إتش إس في2 Δجي دي-2                                                     | كلية ألبرت آينشتاين للطب وليام ياكوبس جونيور وبيتسي هارولد    | حُذف لقاح إتش إس في2 الحي الموهن مع يو إس6 (جي دي)                                                                            | المرحلة ما قبل السريرية                     | يكافح «إتش إس في1 وإتش إس في2» عند الفئران |
| لقاح إتش إس في2 الثلاثي                                                 | كلية بيرلمان للطب بجامعة بنسلفانيا هارفي فريدمان وسيتا أواستي | لقاح إتش إس في-2 الثلاثي (يحتوي على جي سي2، جي دي2، جي إي2)                                                                  | المرحلة ما قبل السريرية                     | انخفاض انتشار الفيروس إلى 0.2% عند الحيوانات |
| جي103                                                                   | تصميم المناعة                                                 | لقاح إتش إس في-2 الثلاثي (يحتوي على جي دي ،بّي يو إل19، بي يو إل25)                                                           | المرحلة ما قبل السريرية                     | مناعة وقائية حامية تمامًا من العدوى القاتلة من نوع إتش إس في-2 عند الفئران |
| جي في 2207                                                              | شركة جين فيك                                                  | ? | المرحلة ما قبل السريرية                     | ? |
| إن إي-إتش إس في-2                                                       | نانو بيو                                                      | ? | المرحلة ما قبل السريرية                     | ? |
| تي بي إيه                                                               | بروفيكتس العلوم الحيوية                                       | لقاح الحمض النووي | مرحلة استكشاف المستضد                       | لا توجد نتائج حتى الآن |
| HSV-2 ICP0‾ HSV-2 0ΔNLS                                                 | لقاحات آر في إكس النطاقية وليام هالفورد                       | اللقاح الحي الموهن | متورط في فكرة موافقة المريض على إجراء البحث | أشارت النتائج إلى أن 65% من المرضى خاليون من الأعراض. |
| فيتا هيربافاك، هيربوفاكس                                                | روسيا                                                         | ? | ?                                           | ? |